# Жуков, Михаил Фёдорович
Михаил Фёдорович Жуков (24 августа [6 сентября] 1917, ст. Верховье, Орловская губерния — 4 декабря 1998, Новосибирск) — российский советский учёный, специалист в области аэродинамики и газоразрядной плазмы. Академик РАН. Лауреат Государственной премии СССР.

## Биография

### Ранние годы
Родился в семье рабочего-железнодорожника. В 1931 году окончил 7 классов и поступил в ФЗУ при заводе «Шарикоподшипник» (Москва). Приобрёл специальности токаря, слесаря и шлифовщика. Был рекомендован на рабфак, который окончил в 1935 году.
Выбирая ВУЗ для продолжения учёбы, Михаил написал письмо К. Э. Циолковскому, популярные книги которого прочитал, с просьбой помочь в этом выборе. В ответном письме было высказано однозначное мнение — поступать надо на механико-математический факультет МГУ.
- 1941 год — окончил обучение на механико-технологическом факультете, получил квалификацию механик и направление инженером в ЦАГИ им. Н. Е. Жуковского.

### Научная работа
- с 1941 по 1946 год — работал в ЦАГИ им. Н. Е. Жуковского, в лаборатории № 1;
- с 1941 по 1942 год — вместе с ЦАГИ в эвакуации в Новосибирске. В должности старшего инженера принимал участие в разработке элементов турбореактивных двигателей для самолётов (рук. работ Г. Н. Абрамович).
- с 1946 года — в ЦИАМ,
- с 1952 года — в созданной Л. И. Седовым газодинамической лаборатории ЦИАМ, старший научный сотрудник, заведующий отделом;
- 1959 году — работал в Институте теоретической и прикладной механики (ИТПМ) Сибирского отделения АН СССР и переехал в Новосибирский Академгородок;
- с 1959 по 1970 год — заместитель директора ИТПМ по научной работе, одновременно курировал строительство зданий Института;
- с 1959 по 1970 год — зав. лабораторией электродуговых разрядов;
- с 1965 по 1966 год — исполнял обязанности директора ИТПМ.
- 1968 год — избран членом-корреспондентом Академии наук СССР;
- 1992 год — избран действительным членом Российской академии наук[1];
- 1995 год — избран действительным членом Международной энергетической академии;
- 1970 год — вместе с отделом плазодинамики перешёл в Институт теплофизики им. С. С. Кутателадзе СО АН СССР, на должность заместителя директора;
- с 1970 по 1978 год — заведующий отделом низкотемпературной плазмы;
- 1988 год — советник дирекции в Институте теплофизики им. С. С. Кутателадзе СО АН СССР;
- с 1975 по 1990 год — член Президиума СО АН СССР;
- с 1975 по 1980 год — главный ученый секретарь СО АН СССР;
- с 1996 год — работал в ИТПМ, куда был переведён отдел плазмодинамики;
- с 1960 по 1965 год — преподавал в Новосибирском государственном университете, профессор кафедры прикладной газовой динамики;
- с 1976 по 1982 год — профессор Новосибирского электротехнического института.
- На протяжении 15 лет был главным редактором журнала «Известия СО АН СССР».

Область научных интересов — исследования газоразрядной плазмы и плазмотронов.
С 1946 по 1949 год в аспирантуре МАИ и в 1950 году защитил кандидатскую диссертацию. Проводил исследования сверхзвуковой и околозвуковой аэродинамики. В 1962 году защитил диссертацию на соискание учёной степени доктора физико-математических наук.
Под его руководством защищено 14 докторских и более 40 кандидатских диссертаций.

### Смерть
Михаил Фёдорович Жуков умер 4 декабря 1998 года, он похоронен на Южном (Чербузинском) кладбище в Новосибирске.

## Награды и звания
- 1982 год — лауреат Государственной премии СССР;
- 1985 год — лауреат премий АН СССР и Чехословацкой Академии наук (1985);
- 1975 год — награждён орденом Октябрьской Революции;
- 1967 год и 1981 год — награждён двумя орденами Трудового Красного Знамени
- 1986 год — орден Дружбы народов,
- 1998 год — орденом «За заслуги перед Отечеством» IV степени[2].

## Память

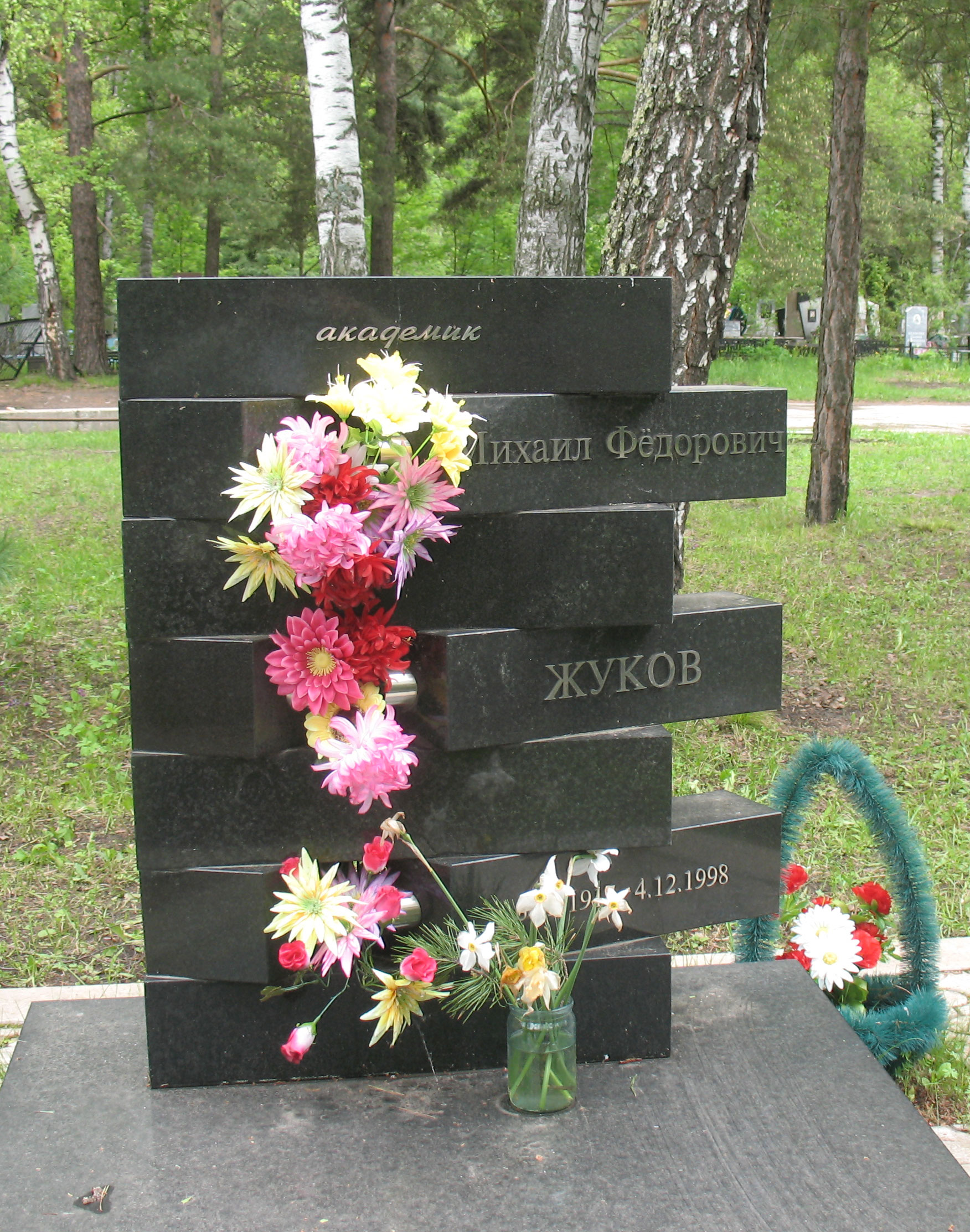
Могила М. Ф. Жукова на Южном кладбище Новосибирска

- На фасаде ИТПМ установлена мемориальная доска М. Ф. Жукову
- Учреждена премия им. М. Ф. Жукова для молодых ученых СО РАН